# Шарль де Брукер

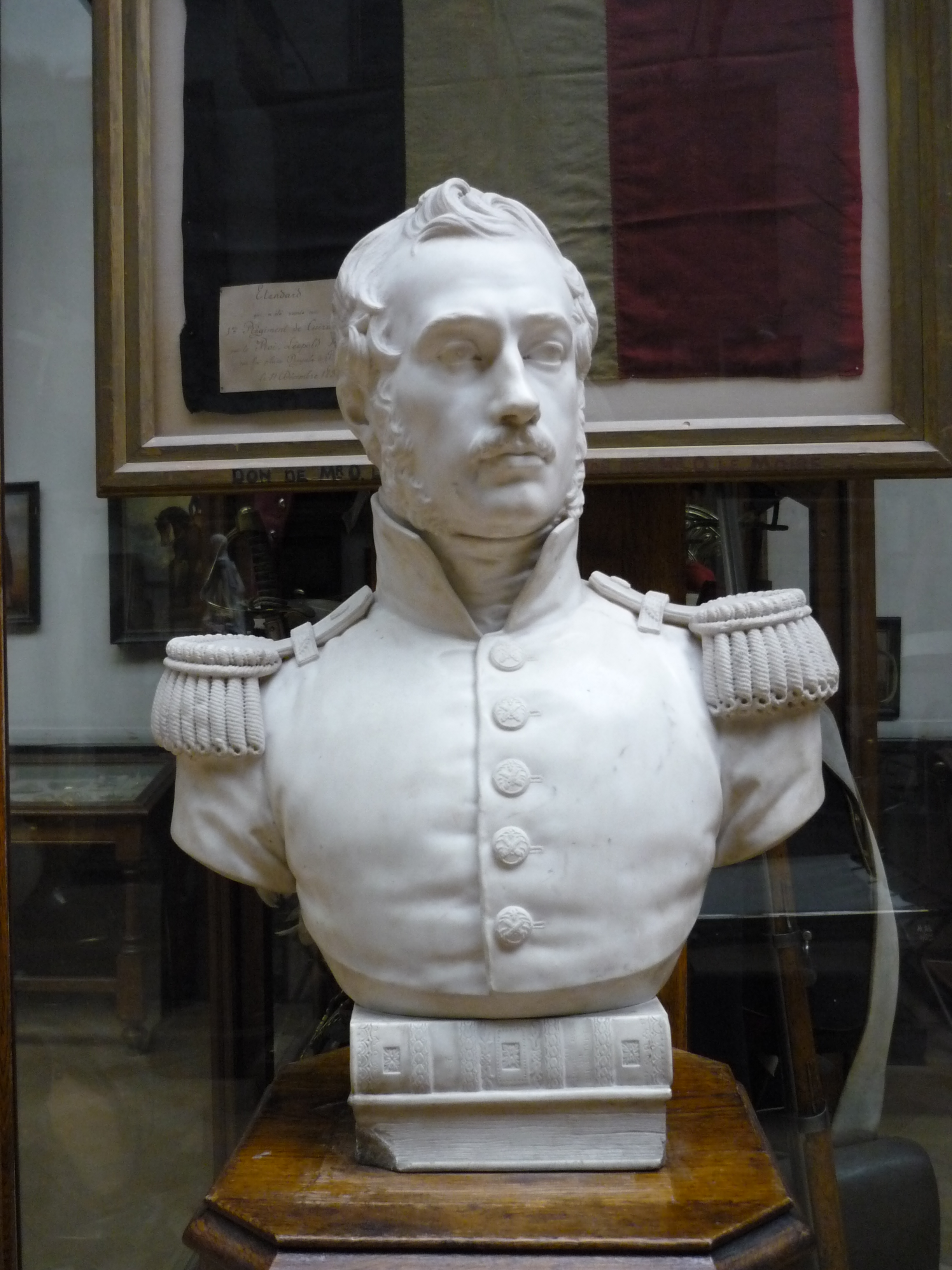
Бюст Брукера

Шарль Мари Жозеф Гислен де Брукер (фр.  Charles de Brouckère; 1796, Брюгге — 20 апреля 1860, Брюссель)  — бельгийский либеральный  политик,  государственный деятель, бургомистр Брюсселя (1848—1860), член Либеральной партии Бельгии, 
депутат.

## Биография
Из дворян. Брат премьер-министра Бельгии Анри де Бруккера.

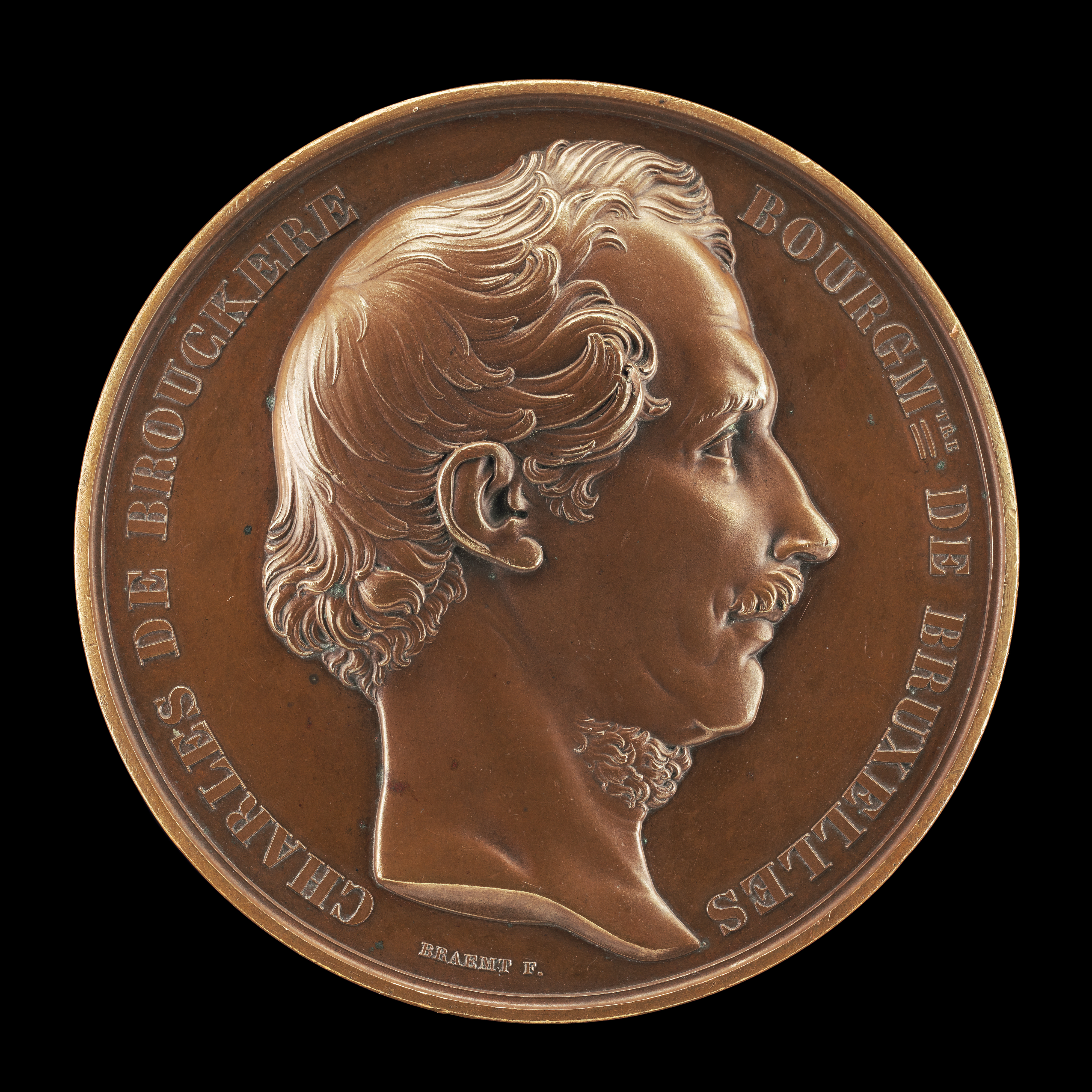

В молодости служил артиллерийским офицером, сыграл значительную роль в Бельгийской революции 1830 года. В 1815 году оставил военную службу и поступил в нидерландскую артиллерию, в 1819 г. был начальником отделения при провинциальном управлении Лембура. Избранный депутатом от провинциальных штатов Лимбурга во вторую палату генеральных штатов (1826),  примкнул к либеральному бельгийскому меньшинству, был одним из его предводителей, в 1829 г. оставил государственную службу, в 1830 г. участвовал в чрезвычайном собрании штатов в Гааге, вскоре решительно перешёл на сторону нового положения вещей, созданного бельгийской революцией, был избран в комиссию, подготовлявшую новое государственное устройство и подал в национальном конгрессе голос за изгнание Оранского дома и за призвание на бельгийский трон герцога Немурского.
В 1831 году стал членом Национального конгресса и министром финансов Бельгии, министром внутренних дел, а затем военным министром в первом министерстве Леопольда I (1831—1832). Брукер был директором монетного двора в 1832—1845 годах, а в 1848 году стал членом палаты депутатов, где боролся с клерикалами.

## Память
- Его именем названа площадь в Брюсселе.